# Бонкі (Мазовецьке воєводство)
Бонкі (пол. Bąki) — село в Польщі, у гміні Вечфня-Косьцельна Млавського повіту Мазовецького воєводства.
Населення — 43 особи (2011).
У 1975-1998 роках село належало до Цехановського воєводства.

## Демографія
Демографічна структура станом на 31 березня 2011 року:
|          | Загалом | Допрацездатний вік | Працездатний вік | Постпрацездатний вік |
| -------- | ------- | ------------------ | ---------------- | -------------------- |
| Чоловіки | 21      | 3                  | 17               | 1                    |
| Жінки    | 22      | 3                  | 14               | 5                    |
| Разом    | 43      | 6                  | 31               | 6                    |